# Jodi (kunstcollectief)
Jodi is een collectief van twee internetkunstenaars: Joan Heemskerk (geboren in 1968 in Kaatsheuvel, Nederland) en Dirk Paesmans (geboren in 1965 in Brussel, België). Hun achtergrond ligt in fotografie en videokunst; sinds het midden van de jaren negentig begonnen ze originele kunstwerken te maken voor het World Wide Web. Een paar jaar later richtten ze zich ook op softwarekunst en artistieke computergamemodificatie. Hun meest bekende kunstwerk is hun website, een landschap van ingewikkelde ontwerpen gemaakt in eenvoudige HTML.

## Beschrijving
In 1999 begonnen ze met het aanpassen van oude videospellen zoals Wolfenstein 3D om kunstmodi zoals SOD te maken. Hun inspanningen werden gevierd in de Webby Awards van 1999, waar ze de hoofdprijs pakten in de categorie "net kunst". Jodi gebruikte hun 5-woordige acceptatie speech (een Webby Award-traditie) om de gebeurtenis te bekritiseren met de woorden "Ugly commercial sons of bitches." Verdere aanpassingen aan videogames volgden snel voor Quake, Jet Set Willy en de nieuwste Max Payne 2 (2006) om een nieuwe set kunstgames te maken. Jodi's benadering van spelwijziging is in veel opzichten vergelijkbaar met deconstructivisme in de architectuur, omdat ze het spel zouden demonteren naar de basisonderdelen en het opnieuw zouden assembleren op manieren die niet intuïtief zinvol zijn.
Sinds 2002 bevinden ze zich in de zogenaamde "Screen Grab" -periode, waardoor video's worden gemaakt door de uitvoer van het computerscherm op te nemen tijdens het werken, het spelen van videogames of het coderen. Jodi's "Screen Grab" -periode begon met de vier-schermen video-installatie My%Desktop (2002), die in première ging bij het Plugin Media Lab in Basel. Het stuk leek gigantische op hol geslagen Mac OS 9-computers weer te geven: pop-ups bedekten het scherm, foutmeldingen begonnen te krijsen en bestanden herhaalden zichzelf eindeloos. Maar dit was geen computer die in de war was, maar een computergebruiker die in de war was. Om deze video te maken, selecteerde en versleepte Jodi als een bezetene, waardoor het leek dat geen mens in controle kon zijn over zo'n chaos. Terwijl de graphics over het scherm knalden, realiseerde de kijker zich geleidelijk dat wat aanvankelijk een computerglitch leek te zijn, in werkelijkheid het werk was van een irrationeel, speels of gestoord mens. "JODI's werk onderstreept de aangeboren anarchie van het online medium, een arena die we als publiek erkennen, maar een die het duo voortdurend ondermijnt en aanpast aan hun eigen doelen."
Vanaf oktober 2019 maakt JODI’s iconische werk My%Desktop (2002) deel uit van de vaste collectiepresentatie van het nieuwe MoMA (Museum of Modern Art) in New York. Het werk wordt gepresenteerd als een monumentale installatie van vier naast elkaar gelegen projecties, met screengraps van JODI's desktop-performance.